# Brian Bliss
Brian Boyer Bliss (New York City, 28 settembre 1965) è un allenatore di calcio ed ex calciatore statunitense, di ruolo difensore.
Dal 2008 ricopre l'incarico di Direttore sportivo della squadra americana dei Columbus Crew.
Nel 2013 diventa allenatore della squadra Columbus Crew.